# بطولة العالم للتزلج على الجليد لذوي الاحتياجات الخاصة
أقيمت بطولة العالم للتزلج على الثلج لذوي الاحتياجات الخاصة لأول مرة في عام 2015.

## الأماكن
| الرقم | السنة | الموقع    | الدولة  | الفعاليات |
| ----- | ----- | --------- | ------- | --------- |
| 1     | 2015  | لا مولينا | إسبانيا | 10        |
| 2     | 2017  | بيغ وايت  | كندا    | 10        |
| 3     | 2019  | بيها      | فنلندا  | 16        |
| 4     | 2021  | ليلهامر   | النرويج | 16        |
| 5     | 2023  | لا مولينا | إسبانيا | 16        |
| 6     | 2025  | بيغ وايت  | كندا    |           |

## جدول الميداليات
*   البلد المضيف (مضيف)
| المرتبة | IPC       | ذهبية | فضية | برونزية | المجموع |
| ------- | --------- | ----- | ---- | ------- | ------- |
| 1       | NED       | 12    | 4    | 4       | 20      |
| 2       | USA       | 11    | 11   | 9       | 31      |
| 3       | FRA       | 9     | 5    | 0       | 14      |
| 4       | FIN       | 4     | 0    | 1       | 5       |
| 5       | CAN       | 3     | 5    | 3       | 11      |
| 6       | POL       | 3     | 0    | 1       | 4       |
| 7       | CHN       | 2     | 3    | 1       | 6       |
| 8       | ITA       | 1     | 2    | 3       | 6       |
| 9       | AUT       | 1     | 2    | 1       | 4       |
| 10      | GBR       | 0     | 4    | 4       | 8       |
| 11      | AUS       | 0     | 4    | 3       | 7       |
| 12      | JPN       | 0     | 1    | 2       | 3       |
| 13      | RUS       | 0     | 1    | 1       | 2       |
| 14      | NOR       | 0     | 1    | 0       | 1       |
| 14      | ESP       | 0     | 1    | 0       | 1       |
| 16      | SUI       | 0     | 0    | 3       | 3       |
| 17      | RPC (RPC) | 0     | 0    | 1       | 1       |
| 17      | DEN       | 0     | 0    | 1       | 1       |
| المجموع | المجموع   | 46    | 44   | 38      | 128     |

## الميداليات

### فعاليات الرجال
سباق سنوبورد كروس SB-LL1
| الحدث          | الذهبية                       | الفضية                   | البرونزية                       |
| -------------- | ----------------------------- | ------------------------ | ------------------------------- |
| لا مولينا 2015 | هولندا · Chris Vos            | النرويج · Kristian Moen  | روسيا · Serafim Pikalov         |
| بيغ وايت 2017  | هولندا · Chris Vos            | النمسا · Reinhold Schett | الولايات المتحدة · Mark Mann    |
| بيها 2019      | الولايات المتحدة · نواه إليوت | هولندا · Chris Vos       | الولايات المتحدة · Mike Schultz |

سباق سنوبورد كروس SB-LL2
| الحدث          | الذهبية                        | الفضية                          | البرونزية                      |
| -------------- | ------------------------------ | ------------------------------- | ------------------------------ |
| لا مولينا 2015 | فنلندا · Matti Suur-Hamari     | الولايات المتحدة · إيفان سترونج | كندا · Alex Massie             |
| بيغ وايت 2017  | فنلندا · Matti Suur-Hamari     | الولايات المتحدة · إيفان سترونج | الولايات المتحدة · Mike Shea   |
| بيها 2019      | الولايات المتحدة · Keith Gabel | أستراليا · Ben Tudhope          | الولايات المتحدة · Zach Miller |

سباق سنوبورد كروس SB-UL
| الحدث          | الذهبية                       | الفضية                     | البرونزية                   |
| -------------- | ----------------------------- | -------------------------- | --------------------------- |
| لا مولينا 2015 | إيطاليا · Manuel Pozzerle     | إيطاليا · Roberto Cavicchi | بريطانيا العظمى · Ben Moore |
| بيغ وايت 2017  | الولايات المتحدة · Mike Minor | فرنسا · Maxime Montaggioni | إيطاليا · Jacopo Luchini    |
| بيها 2019      | فرنسا · Maxime Montaggioni    | أستراليا · Simon Patmore   | أستراليا · Sean Pollard     |

السلالوم البنكي SB-LL1
| الحدث          | الذهبية                         | الفضية                          | البرونزية                |
| -------------- | ------------------------------- | ------------------------------- | ------------------------ |
| لا مولينا 2015 | هولندا · Chris Vos              | روسيا · Serafim Pikalov         | الدنمارك · Daniel Wagner |
| بيغ وايت 2017  | هولندا · Chris Vos              | الولايات المتحدة · Mike Schultz | النمسا · Reinhold Schett |
| بيها 2019      | الولايات المتحدة · Mike Schultz | الولايات المتحدة · نواه إليوت   | هولندا · Chris Vos       |

السلالوم البنكي SB-LL2
| الحدث          | الذهبية                      | الفضية                          | البرونزية                  |
| -------------- | ---------------------------- | ------------------------------- | -------------------------- |
| لا مولينا 2015 | الولايات المتحدة · Mike Shea | الولايات المتحدة · إيفان سترونج | فنلندا · Matti Suur-Hamari |
| بيغ وايت 2017  | فنلندا · Matti Suur-Hamari   | بريطانيا العظمى · Owen Pick     | اليابان · Gurimu Narita    |
| بيها 2019      | الصين · Sun Qi               | بريطانيا العظمى · Owen Pick     | اليابان · Shinji Tabuchi   |

السلالوم البنكي SB-UL
| الحدث          | الذهبية                    | الفضية                        | البرونزية                   |
| -------------- | -------------------------- | ----------------------------- | --------------------------- |
| لا مولينا 2015 | النمسا · Patrick Mayrhofer | بريطانيا العظمى · Ben Moore   | إيطاليا · Manuel Pozzerle   |
| بيغ وايت 2017  | فرنسا · Maxime Montaggioni | الولايات المتحدة · Mike Minor | بريطانيا العظمى · Ben Moore |
| بيها 2019      | فرنسا · Maxime Montaggioni | النمسا · Patrick Mayrhofer    | إيطاليا · Jacopo Luchini    |

### فعاليات السيدات
سباق سنوبورد كروس SB-LL1
| الحدث          | الذهبية                           | الفضية                  | البرونزية                        |
| -------------- | --------------------------------- | ----------------------- | -------------------------------- |
| لا مولينا 2015 | الولايات المتحدة · Brenna Huckaby | فرنسا · سيسيل هيرنانديز | الولايات المتحدة · Nicole Roundy |
| بيغ وايت 2017  | الولايات المتحدة · Brenna Huckaby | فرنسا · سيسيل هيرنانديز | الولايات المتحدة · Nicole Roundy |
| بيها 2019      | فرنسا · سيسيل هيرنانديز           | متسابقة واحدة فقط       | متسابقة واحدة فقط                |

سباق سنوبورد كروس SB-LL2
| الحدث          | الذهبية                     | الفضية                           | البرونزية                   |
| -------------- | --------------------------- | -------------------------------- | --------------------------- |
| لا مولينا 2015 | هولندا · Bibian Mentel-Spee | الولايات المتحدة · Heidi Jo Duce | هولندا · Lisa Bunschoten    |
| بيغ وايت 2017  | هولندا · Bibian Mentel-Spee | هولندا · Lisa Bunschoten         | أستراليا · Joany Badenhorst |
| بيها 2019      | هولندا · Lisa Bunschoten    | كندا · Sandrine Hamel            | هولندا · Anne Garttener     |

سباق سنوبورد كروس SB-UL
| الحدث     | الذهبية                 | الفضية                | البرونزية          |
| --------- | ----------------------- | --------------------- | ------------------ |
| بيها 2019 | بولندا · Monika Kotzian | الصين · Pang Qiaorong | الصين · Lu Jiangli |

السلالوم البنكي SB-LL1
| الحدث          | الذهبية                           | الفضية                            | البرونزية                        |
| -------------- | --------------------------------- | --------------------------------- | -------------------------------- |
| لا مولينا 2015 | فرنسا · سيسيل هيرنانديز           | الولايات المتحدة · Brenna Huckaby | الولايات المتحدة · Nicole Roundy |
| بيغ وايت 2017  | الولايات المتحدة · Brenna Huckaby | فرنسا · سيسيل هيرنانديز           | الولايات المتحدة · Amy Purdy     |
| بيها 2019      | فرنسا · سيسيل هيرنانديز           | الصين · Liu Yunhai                | متسابقتان فقط                    |

السلالوم البنكي SB-LL2
| الحدث          | الذهبية                     | الفضية                      | البرونزية                        |
| -------------- | --------------------------- | --------------------------- | -------------------------------- |
| لا مولينا 2015 | هولندا · Bibian Mentel-Spee | أستراليا · Joany Badenhorst | الولايات المتحدة · Heidi Jo Duce |
| بيغ وايت 2017  | هولندا · Bibian Mentel-Spee | هولندا · Lisa Bunschoten    | أستراليا · Joany Badenhorst      |
| بيها 2019      | هولندا · Lisa Bunschoten    | كندا · Sandrine Hamel       | إسبانيا · أستريد فينا            |

السلالوم البنكي SB-UL
| الحدث     | الذهبية               | الفضية             | البرونزية               |
| --------- | --------------------- | ------------------ | ----------------------- |
| بيها 2019 | الصين · Pang Qiaorong | الصين · Lu Jiangli | بولندا · Monika Kotzian |

## طالع أيضًا
- تصنيف التزلج على الجليد البارالمبي
- قائمة الحائزين على الميداليات البارالمبية في التزلج على الجليد